# Булл-Шолс (Арканзас)
Булл-Шолс (англ. Bull Shoals) — місто (англ. city) в США, в окрузі Меріон штату Арканзас. Населення — 1952 особи (2020).

## Географія
Булл-Шолс розташований на висоті 244 метра над рівнем моря за координатами 36°22′25″ пн. ш. 92°35′30″ зх. д. / 36.37361° пн. ш. 92.59167° зх. д. (36.373473, -92.591631). За даними Бюро перепису населення США в 2010 році місто мало площу 12,97 км², з яких 12,77 км² — суходіл та 0,19 км² — водойми.

## Демографія
Згідно з переписом 2010 року, у місті мешкало 1950 осіб у 1002 домогосподарствах у складі 596 родин. Густота населення становила 150 осіб/км². Було 1217 помешкань (94/км²).
Расовий склад населення:
| - 97,5 % — білих - 0,4 % — корінних американців - 0,3 % — азіатів - 0,1 % — вихідців з тихоокеанських островів - 0,1 % — чорних або афроамериканців |

До двох чи більше рас належало 1,3 %. Іспаномовні складали 1,4 % від усіх жителів.
За віковим діапазоном населення розподілялося таким чином: 11,8 % — особи молодші 18 років, 50,4 % — особи у віці 18—64 років, 37,8 % — особи у віці 65 років та старші. Медіана віку мешканця становила 58,8 року. На 100 осіб жіночої статі у місті припадало 94,0 чоловіків; на 100 жінок у віці від 18 років та старших — 94,0 чоловіків також старших 18 років.
Середній дохід на одне домашнє господарство становив 42 130 доларів США (медіана — 35 737), а середній дохід на одну сім'ю — 49 121 долар (медіана — 41 667). Медіана доходів становила 32 639 доларів для чоловіків та 19 375 доларів для жінок. За межею бідності перебувало 13,9 % осіб, у тому числі 28,1 % дітей у віці до 18 років та 4,0 % осіб у віці 65 років та старших.
Цивільне працевлаштоване населення становило 561 осіб. Основні галузі зайнятості: роздрібна торгівля — 17,6 %, освіта, охорона здоров'я та соціальна допомога — 17,1 %, мистецтво, розваги та відпочинок — 16,0 %, виробництво — 15,0 %.
За даними перепису населення 2000 року в Булл-Шолс мешкало 2000 осіб, 650 сімей, налічувалося 1014 домашніх господарств і 1226 житлових будинків. Середня густота населення становила близько 153,8 осіб на один квадратний кілометр. Расовий склад Булл-Шолс за даними перепису розподілився таким чином: 98,05 % білих, 0,30 % — чорних або афроамериканців, 0,45 % — корінних американців, 0,25 % — азіатів, 0,10 % — вихідців з тихоокеанських островів, 0,75 % — представників змішаних рас, 0,10 % — інших народів. Іспаномовні склали 1,05 % від усіх жителів міста.
З 1014 домашніх господарств в 11,6 % — виховували дітей віком до 18 років, 57,4 % представляли собою подружні пари, які спільно проживали, в 5,1 % сімей жінки проживали без чоловіків, 35,8 % не мали сімей. 32,1 % від загального числа сімей на момент перепису жили самостійно, при цьому 20,9 % склали самотні літні люди у віці 65 років та старше. Середній розмір домашнього господарства склав 1,96 особи, а середній розмір родини — 2,39 особи.
Населення міста за віковим діапазоном за даними перепису 2000 року розподілилося таким чином: 11,6 % — жителі молодше 18 років, 4,2 % — між 18 і 24 роками, 16,1 % — від 25 до 44 років, 30,0 % — від 45 до 64 років і 38,3 % — у віці 65 років та старше. Середній вік мешканця склав 59 років. На кожні 100 жінок в Булл-Шолсі припадало 91,8 чоловіків, у віці від 18 років та старше — 90,2 чоловіків також старше 18 років.
Середній дохід на одне домашнє господарство в місті склав 27 139 доларів США, а середній дохід на одну сім'ю — 34 219 доларів. При цьому чоловіки мали середній дохід в 23 125 доларів США на рік проти 16 950 доларів середньорічного доходу у жінок. Дохід на душу населення в місті склав 17 636 доларів на рік. 9,1 % від усього числа сімей в населеному пункті і 12,6 % від усієї чисельності населення перебувало на момент перепису населення за межею бідності, при цьому 27,2 % з них були молодші 18 років і 9,3 % — у віці 65 років та старше.